# Alba Camarasa Baixauli
Alba Camarasa i Baixauli (Guadassuar, 1987) és una poeta valenciana. És diplomada en Educació Social i Postgrau per la Universitat de València i en psicopedagogia per la Universitat Oberta de Catalunya.

## Biografia
Des de jove escriu relats i poesia en tallers i premis locals i comarcals. L'any 2008 guanya el Premi Bancaixa – Universitat de València de Poesia i el Premi de poesia Jordi de Sant Jordi de La Vall d'Uixó. L'any 2012 és antologada al volum Tibar l'arc: Una mirada a la poesia valenciana actual (Tria llibres, 2012). També el 2012 publica La farina que admeta en Editorial Germania.
Poc després d'acabar els seus estudis d'Educació Social trasllada per motius laborals la seua residència a Reus. Allà treballa i estudia Psicopedagogia i té fills. Segueix escrivint poesia, participant ocasionalment en recitals poètics, i en altres iniciatives de caràcter cultural. Actualment treballa en l'àmbit de joventut.
El 23 d'abril de 2021 rep el guardó Poesia en català del 46é premi Vila de Martorell amb el poemari Runes, que publicarà Viena Edicions l'any vinent.

## Obra
- Camarasa i Baixauli, Alba. Dreceres i naufragis.  València: Publicacions de la Universitat de València, 2008.[1]
- Camarasa i Baixauli, Alba. Apologia dels dies.  Editorial Brosquil, 2009. ISBN 8497955102.[1]
- Camarasa i Baixauli, Alba. La farina que admeta.  Editorial Germania, 2012. ISBN 8415660006.[4]

- Camarasa i Baixauli, Alba. Llet de glacera.  Viena Edicions, 2021. ISBN 978-84-18908-03-3.

### Antologada a
L'obra de l'escriptora s'inclou en aquesta antologia, entre altres:
- Tibar l'arc. Una mirada a la poesia valenciana actual (2012)

## Guardons
- 2008. 2n premi al Concurs de Poesia Curta de la Universitat Politècnica de Catalunya[3]
- 2008. Premi Bancaixa – Universitat de València de Poesia[2]
- 2008. Premi de poesia Jordi de Sant Jordi de La Vall d'Uixó[2][6]
- 2021. Premi de poesia Vila de Martorell[5]
- 2021. Premi de poesia Gumersind Gomila de Maó